# Elinando
Elinando (fl. XII secolo) è stato un monaco cristiano e vescovo cattolico italiano, vescovo di Firenze dal 1070 al 1071, succeduto al vescovo Pietro Mezzabarba.

## Biografia
Di Elinando (o Elimando) monaco e vescovo si hanno poche notizie ma significative: fu monaco vallombrosano, discepolo di san Giovanni Gualberto, nominato vescovo di Firenze da papa Alessandro II nel 1070 e cfu tumulato nell'Abbazia di Vallombrosa. Egli compare come venerabile in un libro del 1766 e in un altro libro del 1823 come beato con ricorrenza al 10 febbraio. Del suo breve episcopato, durato un anno, si sanno poche cose: egli fu 'creato vescovo' da Alessandro II dopo che San Giovanni Gualberto scacciò da Firenze Pietro Mezzabarba vescovo simoniaco eletto per aver pagato profumatamente il collegio elettore.

## Analogie con Pietro Igneo
Anche se non è stato ancora provato c'è tra gli storici chi identifica Elinando come lo stesso San Pietro Igneo: anch'egli monaco di Vallombrosa, discepolo di san Giovanni Gualberto, vissuto nello stesso periodo del vescovo fiorentino. Tale deduzione è tratta da un testo storico: 
(Deliciae ervditorvm, sev vetervm anekdotōn opvscvlorvm collectanea, 1743)